# 12 Songs (Neil Diamond)
12 Songs è il ventiseiesimo album in studio del cantante statunitense Neil Diamond, pubblicato l'8 novembre 2005.

## Tracce
Testi e musiche di Neil Diamond.
1. Oh Mary – 5:12
2. Hell Yeah – 4:25
3. Captain of a Shipwreck – 3:55
4. Evermore – 5:18
5. Save Me a Saturday Night – 3:31
6. Delirious Love – 3:12
7. I'm on to You – 4:27
8. What's It Gonna Be – 4:04
9. Man of God – 4:21
10. Create Me – 4:10
11. Face Me – 3:27
12. We – 3:49

Tracce bonus
1. Men Are So Easy – 4:04
2. Delirious Love (feat. Brian Wilson) – 3:23

## Classifiche

### Classifiche settimanali
| Classifiche (2005-06) | Posizione massima |
| --------------------- | ----------------- |
| Australia             | 40                |
| Austria               | 11                |
| Belgio (Fiandre)      | 6                 |
| Belgio (Vallonia)     | 86                |
| Germania              | 20                |
| Irlanda               | 16                |
| Italia                | 82                |
| Nuova Zelanda         | 40                |
| Paesi Bassi           | 10                |
| Regno Unito           | 5                 |
| Stati Uniti           | 4                 |
| Svizzera              | 43                |

### Classifiche di fine anno
| Classifica (2006) | Posizione |
| ----------------- | --------- |
| Paesi Bassi       | 99        |
| Stati Uniti       | 161       |